# Ревизор: Магазины
«Ревизор: Магазины» — украинское социальное реалити-шоу о качестве заведений торговли Украины. Программа производилась  и выходила  в эфир на Новом канале. «Ревизор: Магазины» — это ответвление программы «Ревизор».

## Команда
- Директор творческого объединения: Виктория Бурдукова.
- Руководитель проекта: Ирина Титаренко.
- Шеф-редактора: Анна Хильчук (1 сезон), Валерия Лозгачьова (2 сезон), Ольга Купренко (3 сезон).
- Режиссёр: Александр Печеник.
- Операторы: Сергей Нагорный, Александр Царенко, Андрей Харченко, Олег Балабан, Алексей Игнатенко.
- Продюсеры: Снежана Онищенко, Владимир Осюк.
- Креативный продюсер: Сергей Божий.
- Ведущая: Наталья Кудряшова (1—2), Ирина Хоменко (3 сезон).
- Ведущий пост-шоу «Страсти по Ревизору»: Сергей Притула.

## Ревизоры
| Ревизоры          | Сезоны  | Сезоны  | Сезоны  |
| Ревизоры          | 1       | 2       | 3       |
| ----------------- | ------- | ------- | ------- |
| Наталья Кудряшова | Ревизор | Ревизор |         |
| Ирина Хоменко     |         |         | Ревизор |

## Премьера
- I сезон: 10 апреля 2017 — 5 июня 2017.
- II сезон: 19 февраля 2018 — 28 мая 2018.
- III сезон: премьера 18 февраля 2019.

## О проекте
Команда социального реалити-шоу отправляется в разные города Украины, чтобы проверить, насколько честны по отношению к потребителям торговые точки (супермаркеты, магазины, рынки, ярмарки и любые другие места торговли, в том числе и нелегальные).
Претендуя на награду программы, учреждения будут проходить проверки без предупреждения. В каждом городе будет проверяться несколько локаций, давая зрителям ответ, где безопасно покупать продукты, а где это делать не стоит.
6 апреля 2017 года было объявлено имя ведущей программы. Ею стала Наталья Кудряшова — эксперт пост-шоу «Страсти по Ревизору».
Первый сезон стартовал 10 апреля 2017 года.
Съёмки второго сезона завершены. Премьера — 19 февраля 2018 года.
Съёмки 3 сезона «Ревизор: Магазины» в самом разгаре! На этот раз зрителей ждет настоящий «#сезонспоживача». Учитывая новый подход команды «Ревизор: Магазины» к проверкам, изменилась и ведущая. Имя нового лица проекта — Ирина Хоменко.

## Критерии оценки
Во время проверки эксперт осматривает 3 стратегические локации:
1. Складские помещения (продуктовый склад, холодильники, отдел просроченных товаров и списания + служебные помещения для персонала);
2. Производственный цех, если он есть (он же кулинария);
3. Торговый зал и прикассовая зона.

Находясь в каждой точке, Эксперт проверяет её по следующим критериям:
- маркировки (стикеры и состав);
- некондиционный товар;
- температурный режим (товаров и помещения);
- чистота (полки, витрины, пол, форма персонала);
- персонал (знание и соблюдение правил торговли, компетентность).

Также торговую точку проверяла журналист программы — провокатор Керри (1—2 сезон). Она устраивала провокации (со скрытой камерой), чтобы проверить, как персонал соблюдает права покупателей и корректно ведет себя в различных конфликтных ситуациях.

## Список серий программы «Ревизор: Магазины»

### Первый сезон
| № | # | Города        | Проверенные заведения | Дата премьерного показа |
| --- | - | ------------- | --- | ----------------------- |
| 1 | 1 | Харьков       | Супермаркет «Класс» (ул. Героев Сталинграда, 136/8) · Магазин «Vegetus» (пер. Театральный, 11/13) · Магазин «Мишка» (пл. Конституции, 11) · Супермаркет «Десятка» (ул. Плехановская, 73)     | апрель 10, 2017         |
| 2 | 2 | Киев          | Супермаркет «Thrash» (пр. Леся Курбаса, 15А) · Гастроном «Винницкий» (б-р Тараса Шевченко, 26/4) · Магазин «Продукты» (ул. Зодчих, 58А) · Супермаркет «Велика Кишеня» (ул. Васильковская, 8) | апрель 17, 2017         |
| 3 | 3 | Хмельницкий   | Магазин «Mozzarella» (ул. Курчатова, 1В) Супермаркет «Наш Край» (ул. Максима Зализняка, 8/3) Супермаркет «Колибрис» (ул. Подольская, 65) Хмельницкий вещевой рынок (ул. Геологов)            | апрель 24, 2017         |
| 4 | 4 | Житомир       | Гипермаркет «Караван» (ул. Киевская, 77) Магазин «Полесье-Продукт» (ул. Гагарина, 5) Супермаркет «АТБ» (пр. Мира, 15А) Фирменный магазин «Легкая походка» (пр. Мира, 16)                     | май 1, 2017             |
| 5 | 5 | Запорожье     | Супермаркет «Велика Кишеня» (ул. Почтовая, 71) Супермаркет «Брусничка» (пр. Соборный, 148) Супермаркет «Эконом плюс» (ул. Запорожская, 11)                                                   | май 8, 2017             |
| 6 | 6 | Николаев      | Рынок «Колос» (пр. Мира, 2) Гипермаркет «Metro» (пр. Героев Украины, 9Д) Рыбный маркет «Дон Маре» (пр. Мира, 7/1) Магазин «Мир секонд-хенда» (пр. Богоявленский, 45)                         | май 15, 2017            |
| 7 | 7 | Северодонецк  | Магазин «Медея» (пр. Гвардейский, 7) · Центральный рынок (ул. Химиков, 27) · Супермаркет «Семья» (пр. Космонавтов, 11) · Супермаркет «Сильпо» (пр. Гвардейский, 46)                          | май 22, 2017            |
| 8 | 8 | Киев          | Гастроном «Продукты 24» (спуск. Андреевский, 21) Супермаркет (ул. Владимирская, 40/2) Владимирский рынок (ул. Антоновича, 115) Магазин «Маркет Плюс» (ул. Курнатовского, 15Б)                | май 29, 2017            |
| 8 | 8 | Новая Каховка | База рыбных продуктов (ул. Промышленная, 3) | май 29, 2017            |
| 9 | 9 | Новая Каховка | Оптово-розничная база (ул. Промышленная, 5) Супермаркет «Фреш» (ул. Французская, 55) Супермаркет «Tor-Ba» (ул. Первомайская, 17)                                                             | июнь 5, 2017            |
| Условные обозначения: — заведение, которое получило зелёную табличку, — заведение, которое получило красную табличку. |   |               | |                         |

### Второй сезон
| № | #  | Города             | Проверенные заведения | Дата премьерного показа |
| --- | -- | ------------------ | --- | ----------------------- |
| 10 | 1  | Кривой Рог         | Центральный ринок (ул. Александра Поля, 44) · Гастроном «Саксагань» (ул. Свято-Николаевского, 28) · Кондитерская «Карамелька» (просп. Металургов, 9) · Супермаркет «Мой SuperМаркет» (ул. Каховская, 44А)                                                         | февраль 19, 2018        |
| 11 | 2  | Чернигов           | Центральний ринок (вул. Ринкова, 1) Магазин «Полесский мёд» (ул. Толстого, 37) Супермаркет «Квартал» (просп. Перемоги, 17) Супермаркет «Седам» (просп. Миру, 42А)                                                                                                 | февраль 26, 2018        |
| 12 | 3  | Каменское          | Рыбный павильон Центрального рынка (пров. Кирпичный, 69) Супермаркет «Велес» (просп. Юбилейный, 27) Магазин «Дом мяса» (просп. Свободы, 55) Магазин «ЦК Продукты» (просп. Василия Стуса, 19)                                                                      | март 5, 2018            |
| 13 | 4  | Коростень          | Гастроном «Железнодорожник» (ул. Шевченко, 78) · Рыбный и овощной павильоны Кооперативного рынка (пл. Базарная, 1) · Магазин «Полезная лавка» (ул. Михаила Грушевского, 19) · Супермаркет «Вопак» (ул. Михаила Грушевского, 72)                                   | март 12, 2018           |
| 14 | 5  | Нововолынск        | Центральный рынок (ул. Героев АТО, 1А) Магазин «Аладдин» (ул. Генерала Шухевича, 3А) Магазин «Рыба & Мясо» (ул. Соборная, 9А) Супермаркет «Родной край» (ул. Василия Стуса, 3)                                                                                    | март 19, 2018           |
| 15 | 6  | Светловодск        | Кондитерская «Наслаждение» (ул. Героев Украины, 37) Гастроном «Пятнадцатый» (ул. Черноморовская, 8) Центральный рынок (ул. Героев Украины, 108) Супермаркет «МаркетОпт» (ул. Героев Украины, 43)                                                                  | март 26, 2018           |
| 16 | 7  | Миргород           | Магазин «Argo» (ул. Данила Апостола, 6) · Универсам «Минутка» (ул. Багачанская, 38) · Магазин «СвежеНа!» (ул. Воскресенська, 17) · Центральный рынок (ул. Воскресенская, 6) · Сорочинская ярмарка (с. Великие Сорочинцы)                                          | апрель 2, 2018          |
| 17 | 8  | Луцк               | Центральный рынок (ул. Глушец, 1) Супермаркет «Салют» (просп. Президента Грушевського, 20) Магазин «Евро секондхенд» (просп. Президента Грушевского, 2) Магазин «Сова» (просп. Соборности, 11В)                                                                   | апрель 9, 2018          |
| 18 | 9  | Киев               | Супермаркет «Континент» (ул. Якуба Коласа, 10) · Супермаркет «УльтраМаркет» (ул. Митрополита Василия Липковского, 1А) · Супермаркет «Billa» (пл. Бессарабская, 2) · Супермаркет «Антошка» (б-р Леси Украинки, 19) · Магазин «Mickey & Minnie» (ул. Волынская, 25) | апрель 16, 2018         |
| 19 | 10 | Новоград-Волынский | Рынок «Урожай» (ул. Войкова, 67) Продуктовая оптовая база (ул. Шевченко, 54) Гастроном «Продукты» № 4 (ул. Войкова, 29) Супермаркет «Добрыня» (ул. Шевченко, 54/ул. Николаева)                                                                                    | апрель 23, 2018         |
| 20 | 11 | Кременчуг          | Центральный рынок (ул. Павловская, 2) Магазин «Сырное королевство» (ул. Соборная, 29/2) Магазин «Абсолют» (ул. Правобережная, 48) Супермаркет «Оптовичок» (274-й квартал, 2)                                                                                      | апрель 30, 2018         |
| 21 | 12 | Бровары            | Рынок «Нива» (ул. Героев Небесной Сотни, 4) Супермаркет «Форум» (ул. Сергея Москаленко, 25/1) Магазин «Мандарин» (б-р Независимости, 2Б) Магазин «Эко-Лавка» (ул. Гагарина, 16А)                                                                                  | май 7, 2018             |
| 22 | 13 | Харьков            | Центральный рынок, отдел копчёных продуктов (ул. Рождественская, 33) · Универсам «Юбилейный» (просп. Ново-Баварский, 91) · Рыбный маркет «Fresh Fish» (ул. Клочківська, 134Б) · Супермаркет «Чудо маркет» (ул. 23 Серпня, 29)                                     | май 14, 2018            |
| 23 | 14 | Белая Церковь      | Центральный рынок, молочный павильон (ул. Ярмарковая, 6) · Магазин «Продукты» (ул. Ивана Кожедуба, 103А) · Гипермаркет «Велмарт» (ул. Грибоедова, 10А) · Мастерская шоколада «Сладкий Рай» (ул. Ярослава Мудрого, 10)                                             | май 21, 2018            |
| 24 | 15 | Ахтырка            | Магазин «Маслобойня» (пров. Матяша, 6) · Центральный рынок, мясной павильон (ул. Батюка, 36) · Маркет «Провинция» (ул. Киевская, 90) · Магазин «Левада» (ул. Широкая, 40)                                                                                         | май 28, 2018            |
| Условные обозначения: — заведение, которое получило зелёную табличку, — заведение, которое получило красную табличку. |    |                    | |                         |

### Третий сезон (Сезон потребителя)
На этот раз зрителей ждет настоящий «#сезонспоживача». Суровые ревизии изменят тональность: теперь проверять магазины и рынки будет профессиональный покупатель «из телевизора». А это значит, что социальное реалити станет ещё ближе к народу, сместив акцент с профессиональной точки зрения работников торговли на самые актуальные вопросы, волнующие обычного покупателя. Учитывая новый подход команды «Ревизор: Магазины» к проверкам, изменилась и ведущая. Имя нового лица проекта — Ирина Хоменко. Эту активную молодую маму, которая успешно сочетает телевизионную карьеру и семью, можно смело назвать самым взыскательным медийным потребителем. Главная задача ведущей во время ревизий — узнать, проверить и доказать, безопасно ли совершать покупки на товарных точках различного типа.
| №                                                  | # | Города    | Проверенные заведения | Дата премьерного показа |
| -------------------------------------------------- | - | --------- | --- | ----------------------- |
| 25                                                 | 1 | Днепр     | Супермаркет «Наш Край» (ул. Академика Янгеля 14-б) · Зоомаркет «Master Zoo» (просп. Александра Поля, 8) · Гастроном «Дружба» (просп. Пушкина, 71) · Центральный рынок «Озёрка» (ул. Шмидта 2/3) | февраль 18, 2019        |
| 26                                                 | 2 | Винница   | Гипермаркет «Грош» (ул. 600-летия, 21-б) Гастроном «Гроздь» (просп. Коцюбинського, 35) Рынок «Урожай» (ул. Пирогова, 49) Гастроном «Наша Ряба» (просп. Юности, 20)                              | февраль 25, 2019        |
| 27                                                 | 3 | Черновцы  | Супермаркет «Гастрономия Артишок» (ул. Комарова, 31) · Гастроном «Зорька» (ул. Владислава Трепка, 2) · Магазин «Цветы-Центр» (ул. Хотинская, 54в) · Рынок «Калиновский» (ул. Калиновская, 13а)  | март 4, 2019            |
| 28                                                 | 4 | Павлоград | Центральный рынок (ул. Полтавская, 125) Магазин «Морепродукты» (ул. Центральная, 69) Супермаркет «Делви» (ул. Соборная, 74) Гастроном «Буревестник» (ул. Центральная, 84)                       | март 11, 2019           |
| 29                                                 | 5 | Ромны     | Гастроном «7 небо» (ул. Калнышевского, 34) Магазин «Fruktoza» (ул. Коржевская, 77) Мини-маркет «Засульский» (ул. Полтавская, 125) «Роменский рынок» (Базарная площадь, 2)                       | март 18, 2019           |
| 30                                                 | 6 | Львов     | Магазин «Под Кумпелем» (просп. Чорновола, 2Б) Магазин «Социальная Галицкая ярмарка» (ул. Мазепы, 27) Супермаркет «Опера маркет» (просп. Свободы, 27) Рынок «Шувар» (ул. Хуторивка, 4Б)          | март 25, 2019           |
| 31                                                 | 7 | Тернополь | | апрель 1, 2019          |
| 32                                                 | 8 | Ровно     | | апрель 8, 2019          |
| Условные обозначения: — рекомендованное заведение. |   |           | |                         |